# Congresso internazionale dei matematici

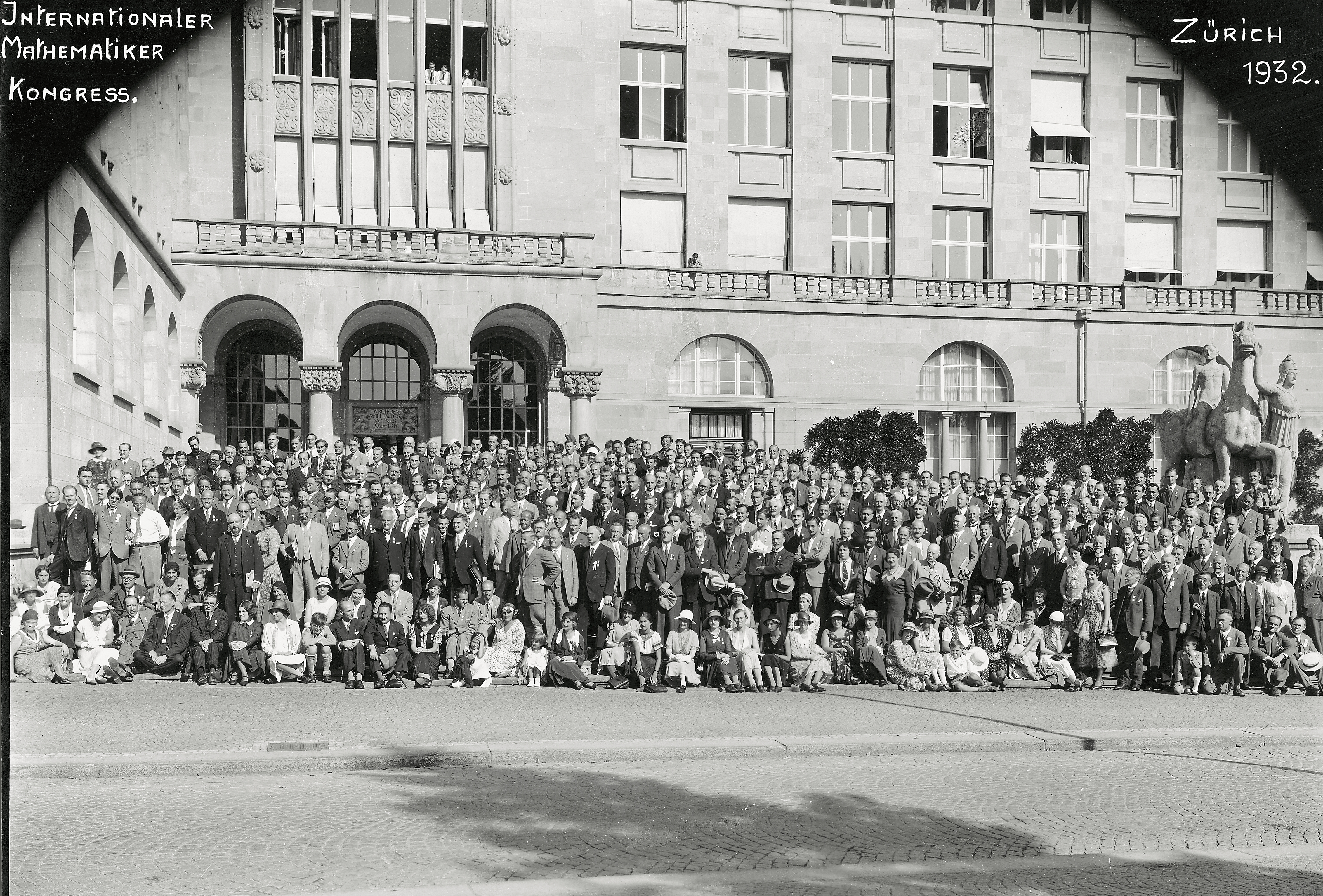
Foto di gruppo del Congresso ICM del 1932 a Zurigo.

Il Congresso internazionale dei matematici (in inglese International Congress of Mathematicians, in acronimo ICM) è la più importante conferenza internazionale sulla  matematica. 
Si tiene ogni quattro anni, organizzata dall'Unione matematica internazionale (IMU). Durante il congresso vengono assegnate la medaglia Fields, il premio Nevanlinna, il premio Gauss e la medaglia Chern.

## Storia
Felix Klein e Georg Cantor avanzarono l'idea di un congresso internazionale dei matematici a partire dal 1890. Al Congresso mondiale del 1893 a Chicago, Klein tenne un discorso nel quale pronunciò la chiamata alle armi con la frase "Matematici di tutto il mondo, unitevi!" Il primo Congresso internazionale dei matematici si tenne a Zurigo, nell'agosto del 1897. Tra gli organizzatori vi furono alcuni eminenti matematici, come Luigi Cremona, Felix Klein, Gösta Mittag-Leffler, Andrey Markov e altri. Parteciparono al congresso 208 matematici provenienti da 16 paesi diversi, e tra di essi vi erano 12 matematici russi e 7 statunitensi.
Durante il congresso del 1900 a Parigi, David Hilbert annunciò la sua famosa lista dei 23 problemi matematici irrisolti, conosciuti ora con il nome di problemi di Hilbert.
All'ICM del 1904, tenutosi a Heidelberg, Gyula Kőnig tenne una lezione in cui affermava la falsità della famosa ipotesi del continuo formulata da Georg Cantor. L'annuncio aveva generato notevole clamore, tanto da causare l'annullamento di tutte le sessioni contemporanee per permettere a tutti di seguire l'esposizione. Lo stesso Klein dovette spiegare di persona al granduca di Baden (che era uno dei finanziatori che avevano promosso il congresso) la causa di tanta agitazione fra i matematici. Tuttavia, la dimostrazione di Kőnig si sarebbe rivelata fallace: in seguito, infatti, e in breve tempo, un errore sarebbe stato scovato da Ernst Zermelo.
Durante il congresso del 1912, a Cambridge (UK), Edmund Landau elencò quattro problemi di base riguardanti i numeri primi, in seguito chiamati problemi di Landau. Il congresso del 1924 a Toronto fu organizzato da John Charles Fields, l'iniziatore della medaglia Fields; il programma dei lavori comprendeva anche un'escursione in ferrovia, andata e ritorno, a Vancouver, e un viaggio in traghetto per Victoria. Le prime due medaglie Fields vennero assegnate all'ICM del 1936, tenutosi a Oslo.
Durante i postumi della prima guerra mondiale, a causa dell'insistenza degli Alleati, l'ICM del 1920 (Strasburgo) e l'ICM del 1924 (Toronto) impedì la partecipazione ai matematici dei paesi appartenuti precedentemente agli Imperi centrali. Ciò portò ad una controversia ancora irrisolta sul contare o meno i congressi di Strasburgo e Toronto come veri ed effettivi ICM. All'apertura del congresso del 1932 a Zurigo, Hermann Weyl disse:"Ci troviamo qui in un improbabile e straordinario evento. Per il numero n, corrispondente ai congressi internazionali dei matematici finora aperti, abbiamo la disuguaglianza 7 ≤ n ≤ 9; sfortunatamente i nostri fondamenti assiomatici non sono sufficienti per dare un'affermazione più precisa". Come conseguenza di questa controversia, a partire dal congresso del 1932 di Zurigo, gli ICM non vengono più numerati.
Per l'ICM del 1950 tenutosi a Cambridge (Massachusetts, USA), Laurent Schwartz, uno dei vincitori della medaglia Fields di quell'anno, e Jacques Hadamard, entrambi visti dagli Stati Uniti come dei filocomunisti, poterono ottenere il visto degli Stati Uniti soltanto grazie ad un intervento personale del presidente Harry Truman.
La prima donna ad aver tenuto una lezione completa ad un ICM fu Emmy Noether, in occasione del congresso del 1932 a Zurigo. La seconda donna fu, 58 anni dopo, all'ICM del 1990 di Kyoto, Karen Uhlenbeck.
Al congresso del 1998 parteciparono 3.346 matematici. L'American Mathematical Society riferì che più di 4.500 partecipanti presero parte alla conferenza del 2006. Il re di Spagna presiedette la cerimonia di apertura della conferenza del 2006. La conferenza del 2010 si è svolta a Hyderabad, dal 19 al 27 agosto.

## Lista dei Congressi
| Anno        | Città            | Paese                 |
| ----------- | ---------------- | --------------------- |
| 2026        | Filadelfia       | Stati Uniti d'America |
| 2022        | online, Helsinki | Finlandia             |
| 2018        | Rio de Janeiro   | Brasile               |
| 2014        | Seul             | Corea del Sud         |
| 2010        | Hyderabad        | India                 |
| 2006        | Madrid           | Spagna                |
| 2002        | Pechino          | Cina                  |
| 1998        | Berlino          | Germania              |
| 1994        | Zurigo           | Svizzera              |
| 1990        | Kyōto            | Giappone              |
| 1986        | Berkeley         | Stati Uniti d'America |
| 1982 (1983) | Varsavia         | Polonia               |
| 1978        | Helsinki         | Finlandia             |
| 1974        | Vancouver        | Canada                |
| 1970        | Nizza            | Francia               |
| 1966        | Mosca            | Unione Sovietica      |
| 1962        | Stoccolma        | Svezia                |
| 1958        | Edimburgo        | Regno Unito           |
| 1954        | Amsterdam        | Paesi Bassi           |
| 1950        | Cambridge        | Stati Uniti d'America |
| 1936        | Oslo             | Norvegia              |
| 1932        | Zurigo           | Svizzera              |
| 1928        | Bologna          | Italia                |
| 1924        | Toronto          | Canada                |
| 1920        | Strasburgo       | Francia               |
| 1912        | Cambridge        | Regno Unito           |
| 1908        | Roma             | Italia                |
| 1904        | Heidelberg       | Impero di Germania    |
| 1900        | Parigi           | Francia               |
| 1897        | Zurigo           | Svizzera              |